# Óptica adaptativa

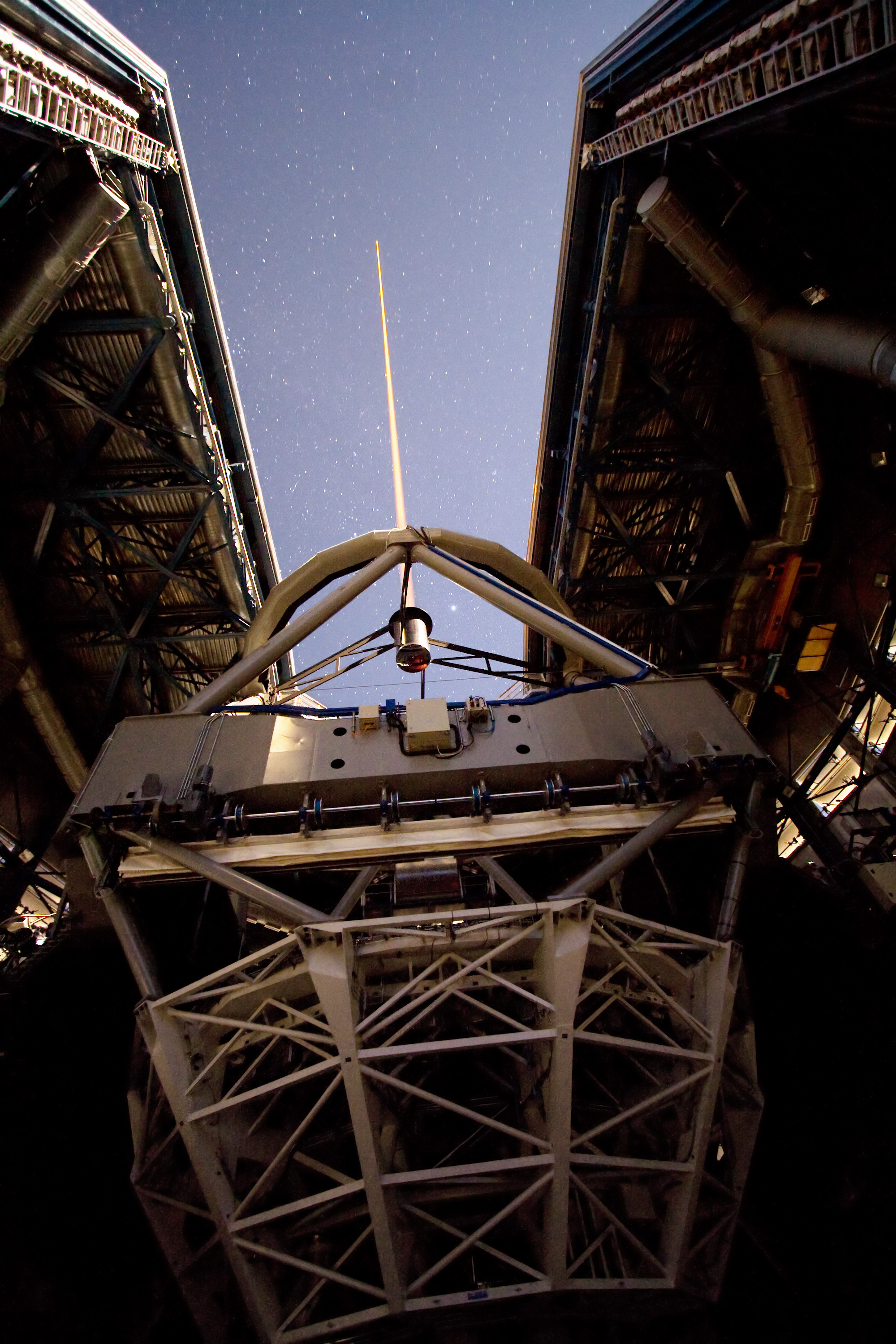
Rayo láser disparado desde Yepun, la cuarta Unidad Telescopio del Observatorio bandera de Europa, el Very Large Telescope (VLT).

La óptica adaptativa es una técnica óptica que permite contrarrestar, en tiempo real, los efectos de la atmósfera de la Tierra en la formación de las imágenes astronómicas. Para lograrlo se inserta en el camino óptico del telescopio un espejo deformable sostenido por un conjunto de actuadores controlados por computadora. 
Para la utilización de esta técnica se necesita en el campo estelar una estrella de referencia: el análisis de su aspecto permite evaluar en tiempo real las perturbaciones a que está sometida la imagen. La computadora reacciona con el envío (muchas veces cada segundo) de comandos a los actuadores del espejo deformable, el cual adopta una forma que compensa los defectos de la imagen. El sistema puede utilizar también como referencia una estrella artificial producida por un haz láser que atraviesa las capas de aire que provocan la mala calidad de imagen. Cualquier objeto puntual o extenso en el campo de visión, como una galaxia, mejora así su nitidez. No obstante, cuanto mayor sea la separación aparente entre la estrella de referencia y el astro observado, peores resultan las prestaciones de esta técnica que, por lo tanto, solo es aplicable a campos de visión bastante estrechos (algunos minutos de arco, a lo sumo). Con esta técnica el poder de resolución de los telescopios puede llegar a incrementarse hasta en unas 40 veces. Los resultados de la óptica adaptativa mejoran cuanto mayor sea la longitud de onda de la luz, por lo que esta técnica suele aplicarse sobre todo a observaciones en el infrarrojo.
Hay que hacer notar que la óptica adaptativa no solo compensa las perturbaciones variables inducidas por la atmósfera, sino que también es capaz de corregir buena parte de las aberraciones intrínsecas (y estables, o de variación muy lenta) debidas a la óptica del telescopio.
Si bien se trata de una técnica que encuentra su campo de aplicación natural en la astronomía, actualmente se investiga también en la óptica adaptativa aplicada a visión humana. Para ello se procede al análisis de las imágenes de objetos puntuales ("estrellas" artificiales) proyectadas sobre la retina a través de las lentes frontales del ojo (córnea y cristalino). El estudio de estas imágenes permite evaluar las aberraciones debidas al órgano de visión, y actuar sobre sistemas adaptables externos que introduzcan las correcciones necesarias en el haz de luz incidente, para lograr que las imágenes proyectadas sobre la retina sean lo más nítidas posible.
También tiene aplicaciones militares para mejorar la observación a distancia y enfocar láseres en objetivos.